# 孔若思
孔若思（7世纪—729年），越州山阴县人，唐朝政治人物，孔子三十五代孙，南陈吏部尚书孔奂曾孙，孔绍安之孙，孔构之子。
孔若思早孤，其母褚氏亲自训教，于是长大后以博学知名。年少时，有人带着褚遂良书迹数卷送给孔若思，孔若思只受其一卷。这个人说：“此书当今所重，价比黄金，何不都留下？”孔若思说：“如果价比金宝，这也是多了！”于是截去一半还给他。举明经，官至库部郎中。常对人说：“官至郎中就行了！”于是把一石止水放在座右，以表示有止足之意。转任给事中。唐中宗即位，敬晖、桓彦范等人当国知政，以孔若思多识古今，所有改革大事和疑议，多咨询于他。三次升任为礼部侍郎，出为卫州刺史。旧例，以宗室为州别驾，见刺史不肯致恭，于是多行不法。孔若思至卫州，劾奏别驾李道钦犯法，请加审讯。皇帝下诏别驾向刺史致礼，从孔若思开始。因为清廉被擢升为银青光禄大夫，赐绢百匹。历任汝州刺史、太子右谕德，封梁郡公。开元七年（《旧唐书》作开元十七年）去世，谥号惠。其弟孔仲思，其子孔坚、孔至。